# 小行星9271
小行星9271（英語：9271）是一颗围绕太阳公转的小行星。1978年11月7日，埃莉諾·赫琳、舒爾特·巴斯在帕洛马山发现了此天体。
这颗小行星的绝对星等为351.0627722808597等。